# Syzeton evansi
Syzeton evansi is een keversoort uit de familie schijnsnoerhalskevers (Aderidae). De wetenschappelijke naam van de soort werd in 1929 gepubliceerd door Maurice Pic.